# 巴卡雷區

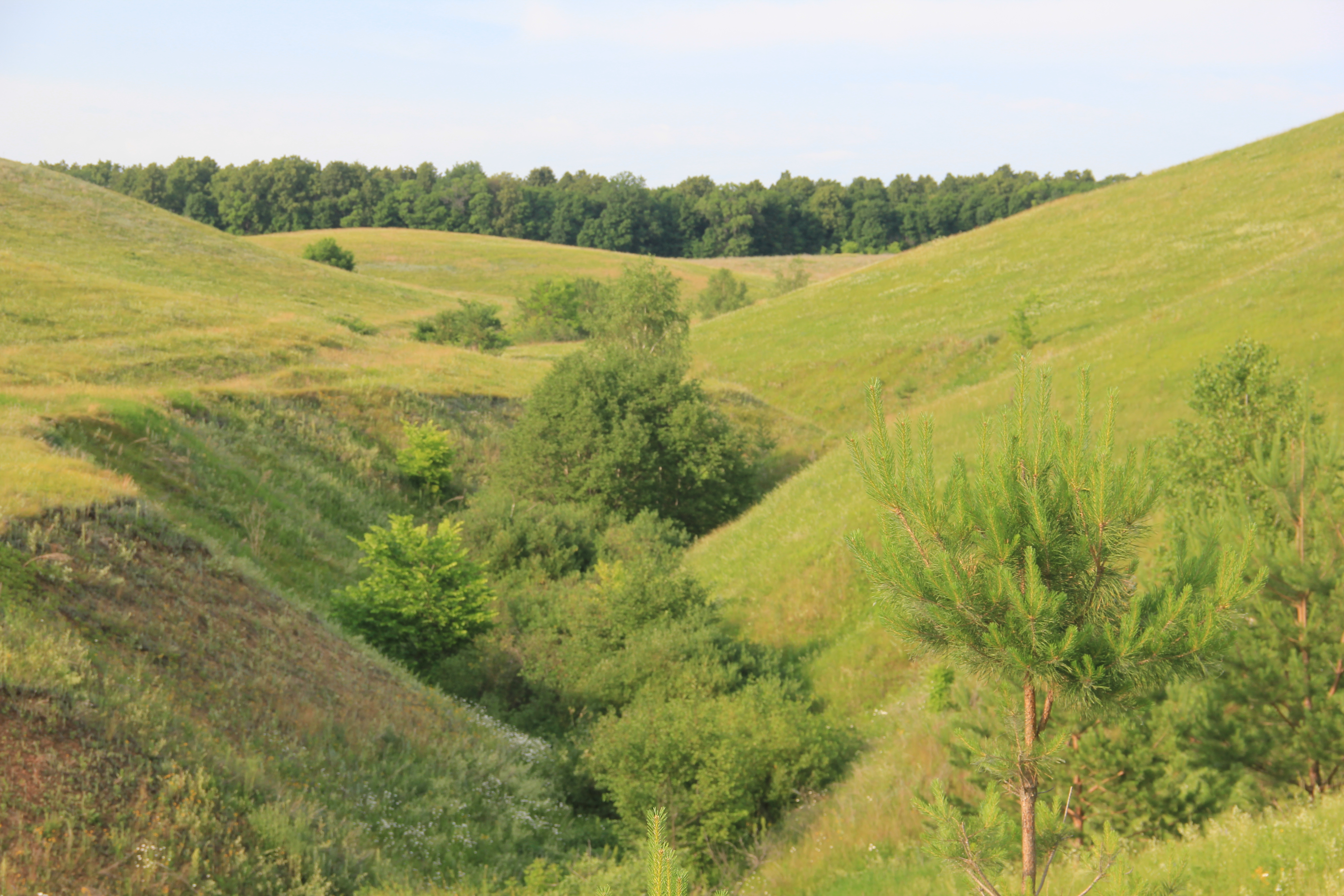

55°11′N 53°48′E / 55.183°N 53.800°E
巴卡雷區（俄语：Бакалинский район），是俄羅斯的一個區，位於該國西南部，由巴什科爾托斯坦共和國負責管轄，始建於1930年8月20日，面積1,951平方公里，2010年人口28,776，人口密度每平方公里14.75人。